# Finkenhof (Haßmersheim)
Der Finkenhof ist ein Wohnplatz nördlich des Ortsteils Hochhausen der Gemeinde Haßmersheim im Neckar-Odenwald-Kreis in Baden-Württemberg. Der historische Gutshof entstand als großer Einzelhof in einer Rodungsinsel auf der Hochfläche des Karlsbergs am Luttenbach. Er gehörte von 1803 bis 1945 mit seiner Gemarkung als Exklave zum Großherzogtum Hessen.

## Geschichte

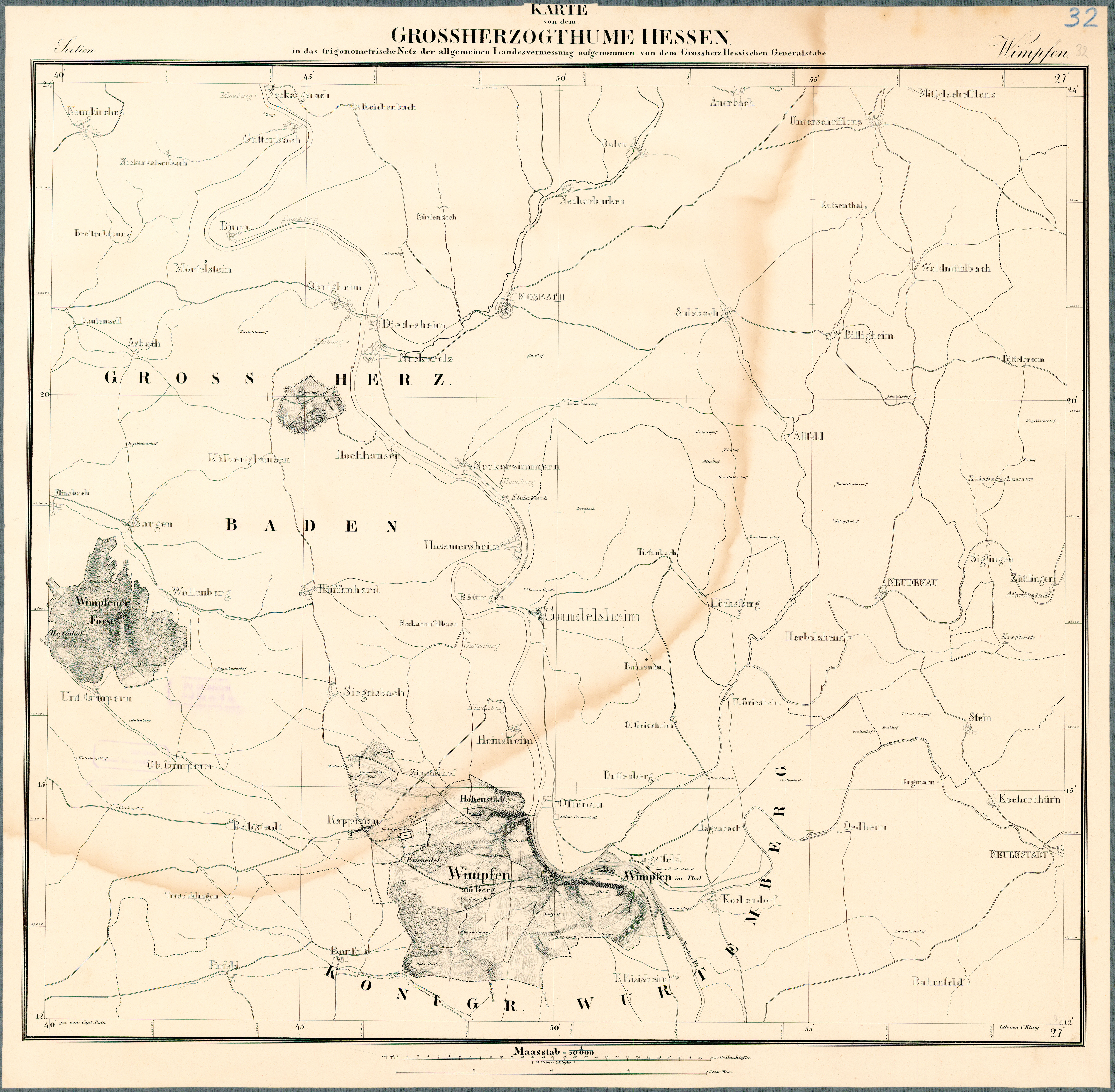
Historische Karte (1832–1850) des Großherzogtums Hessen mit den Exklaven Finkenhof, Wimpfener Forst und Wimpfen

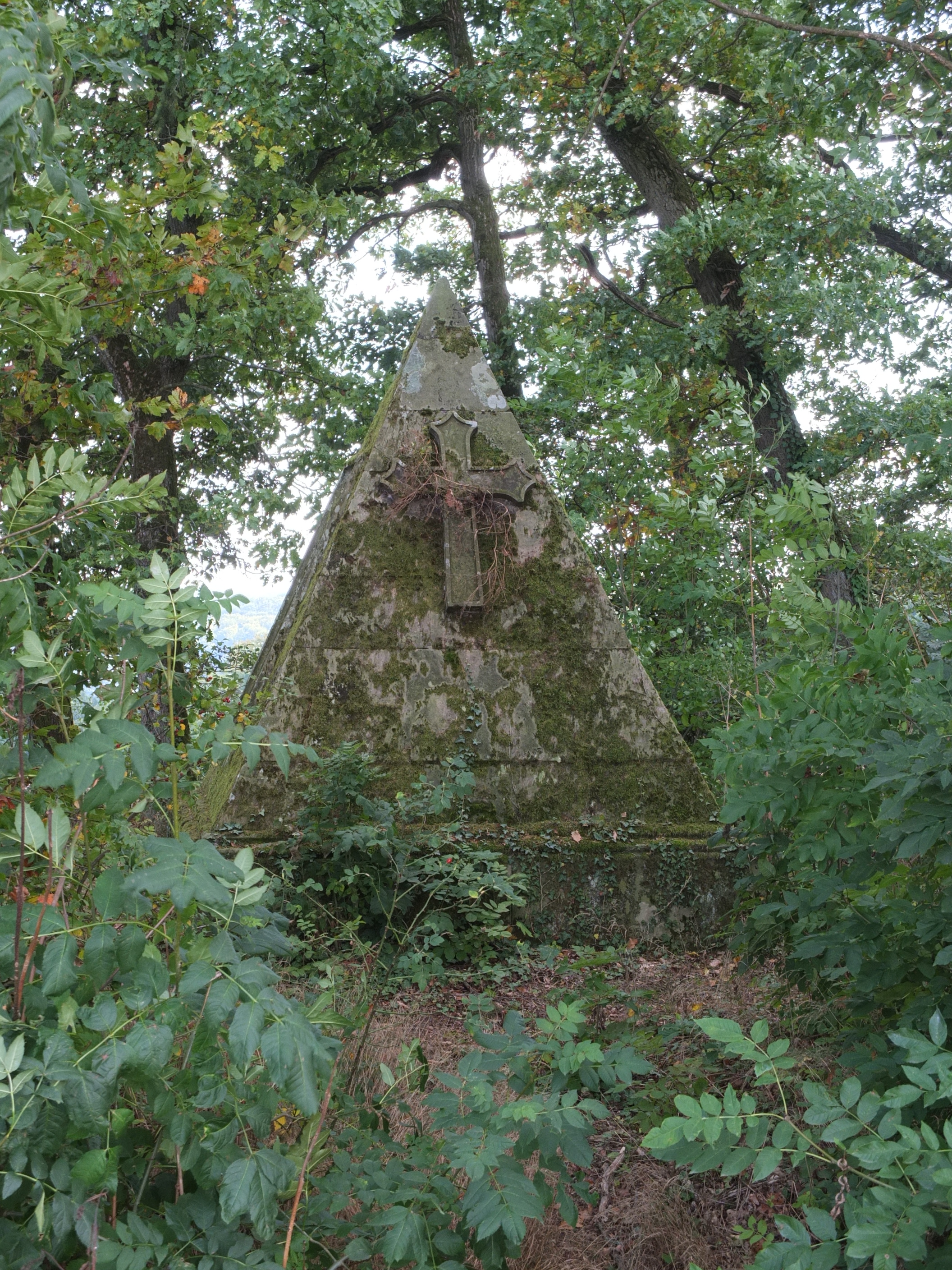
Helmstatt-Grabpyramide beim Finkenhof

### Mittelalter
Der Ort wurde im Jahre 1100 erstmals urkundlich als Vinkenberc erwähnt und gelangte als Schenkung Diemars von Trifels an das Kloster Hirsau, später an Klosterreichenbach.

### Neuzeit
Im Jahre 1506 kam der Ort von den Herren von Angeloch an die Familie von Rossau. 1619 gelangte der Gutshof an das Ritterstift Wimpfen, mit dem er nach dessen Säkularisation 1803 hessisch wurde.
Während das Umland des Finkenhofs 1805/06 an das Großherzogtum Baden kam, war der Finkenhof 1803 zum Großherzogtum Hessen gekommen und bildete fortan mit seiner Gemarkung wie der Wimpfener Forst mit dem Helmhof und Wimpfen eine hessische Exklave in Baden.
1812 gelangte das Hofgut in den Besitz von Franz Ludwig von Helmstatt (1752–1841). Sein im Jahre 1844 errichtetes Grabmal in Form einer Grabpyramide befindet sich in einem Wäldchen oberhalb des Gutshofs (⊙).
Auf dem Messtischblatt Nr. 6620 „Mosbach“ von 1907 ist der Ort als Finkenhof mit einem einzigen, hufeisenförmigen Gebäude verzeichnet.
Nach dem Zweiten Weltkrieg kam es zu einer einseitigen Gebietsveränderung, indem 1945 die Besatzungsbehörden die hessischen Exklaven an Baden angliederten. Drei räumlich getrennte Gemarkungsteile Bad Wimpfens wurden mit Wirkung vom 1. April 1952 in andere Gemeinden umgemeindet (Helmhof an Neckarbischofsheim im Landkreis Sinsheim, das Zimmerhöferfeld an Bad Rappenau ebenfalls im Landkreis Sinsheim und Finkenhof an Hochhausen im Landkreis Mosbach).
Hessen beharrt weiterhin auf dem Standpunkt, dass die Exklaven staatsrechtlich zu Hessen gehören, duldet jedoch, dass Bad Wimpfen „in Verwaltungsrechtsprechung und Gesetzgebung wie ein Bestandteil Baden-Württembergs behandelt wird.“
Zum 1. April 1952 wurde der Finkenhof von Bad Wimpfen nach Hochhausen eingemeindet. Am 1. Januar 1972 wurde Hochhausen mit dem Finkenhof nach Haßmersheim eingemeindet.
Für Touristen besteht heute ein Ferienhaus auf dem Finkenhof.

## Verkehr
Der Ort ist über die gleichnamige Straße Finkenhof zu erreichen, die etwa 1,3 Kilometer westlich des Wohnplatzes von der Alten Kälbertshäuser Straße abzweigt. Diese führt wiederum in südlicher Richtung zur L 590 und kurz darauf nach Kälbertshausen sowie in nördlicher Richtung bis nach Obrigheim. In südöstlicher Richtung führt ein Wirtschaftsweg bis zum Ortsteil Hochhausen.